# Mária Terézia (televíziós sorozat)
A Mária Terézia (németül: Maria Theresia, csehül: Marie Terezie) 2017 és 2021 között sugárzott, osztrák-cseh-magyar-szlovák koprodukcióban leforgatott életrajzi tévéfilmsorozat. A minisorozat írója Mirka Zlatníková, rendezője Robert Dornhelm volt.
Az első évadban Mária Terézia osztrák főhercegnő életét és uralkodóvá válását mutatja be gyerekkorától az 1741-es év végéig, amikor Pozsonyban, 24 évesen Magyarország királynőjévé koronázták. A második évad uralkodásának első évtizedeit mutatja be, harcát az elismertetésért és magánéleti konfliktusait kb. 1749-ig. A harmadik évadban a nemzetközi diplomáciával és utódlással kapcsolatos kérdések kerültek előtérbe.
A címszerepet az évadonként cserélődő szereposztásban Marie-Luise Stockinger, Stefanie Reinsperger illetve Ursula Strauss játszotta. Az első évadban magyar részről Adorjáni Bálint és Rátóti Zoltán játszottak benne jelentősebb szerepeket, Nagy Ervin és Tenki Réka egy-egy kisebb szerepben tűnt fel (a második évadban még szerepelt Adorjáni pár jelenet erejéig).
Az első évad után kiszállt MTVA szerepét a német ZDF és a francia-német ARTE vette át. Bár a második évad bemutatásával egyidejűleg az alkotók közölték, hogy elkészültek a harmadik évad forgatókönyvei is, pénzügyi okok miatt azonban csúszások voltak. Végül a harmadik évad tévéfilmként került bemutatásra.

## Cselekmény
1-2. rész.
A XVIII. század derekához közeledve egyre nagyobb gonddal kellett szembenézniük a Habsburg-ház tagjainak, miután a német-római császár címét is betöltő III. Károly királynak nem született fiú trónörököse, arról pedig sokan hallani sem akartak, hogy női kézbe kerüljön a Habsburg Birodalom vezetése. A király nagyobbik, ambiciózus lányát, Mária Teréziát nem zavarták az aggályos hangok: vállalta, hogy apja és az udvari politikacsinálók ellenében is összeköti szívét a Lotaringiai-házból származó Ferenc István herceggel, majd az ő kezébe került a birodalom sorsa is.
3-4. rész
Mária Terézia Ausztria és Magyarország uralkodója. Anyósának intrikái a francia udvar érdekében. Szerencsejáték és pénzügyi manipulációk az udvar körül. Háborúk Poroszország ellen, Szilézia elvesztése. Fokozatos elidegenedése férjétől, annak kicsapongó életmódja miatt. Gyóntatója, Johannes atya befolyásának megnövekedése, beavatkozása a család életébe. Az erkölcstelen életű nők és a szabadkőművesek deportálása a Bánátba. Inkvizíciós eljárások. A cseh korona megszerzése. Franz von der Trenck hadvezéri megbízása, bebörtönzése, öngyilkossága a börtönben. Van Swieten reformjai. Mária Anna távozása Brüsszelbe, elhunyta. Mária Anna utolsó levele leleplezi Johannes atya intrikáit. A pápai nuncius időben átáll Mária Terézia oldalára, segítségével a császárné megszabadulhat a jezsuitától, és megbékül férjével is.

## Szereplők
| Szerep                                                                                 | 1. évad (2017)         | 2. évad (2019)       | 3. évad (2021)          | Magyar hangja (1. szinkron, 2017)                                       |
| Főszereplők                                                                            | Főszereplők            | Főszereplők          | Főszereplők             | Főszereplők                                                             |
| -------------------------------------------------------------------------------------- | ---------------------- | -------------------- | ----------------------- | ----------------------------------------------------------------------- |
| Mária Terézia osztrák uralkodó főhercegnő, német-római császárné, magyar–cseh királynő | Marie-Luise Stockinger | Stefanie Reinsperger | Ursula Strauss          | Ligeti Kovács Judit (1. évad)Mezei Kitty (2. évad)Kovács Nóra (3. évad) |
| Lotaringiai Ferenc István, a férje (I. Ferenc német-római császár)                     | Vojtěch Kotek          | Vojtěch Kotek        | Vojtěch Kotek           | Miller Zoltán                                                           |
| Eliza Fritz                                                                            | Tatiana Pauhofová      | Tatiana Pauhofová    | Tatiana Pauhofová       | Pálfi Kata                                                              |
| Karoline von Fuchs-Mollard grófnő                                                      | Julia Stemberger       | Lenka Vlasáková      |                         | Hűvösvölgyi Ildikó (1. évad)Bertalan Ágnes (2. évad)                    |
| Gottfried Philipp Spannagel, Mária Terézia nevelője                                    | Cornelius Obonya       | Cornelius Obonya     |                         | Besenczi Árpád                                                          |
| Habsburg Mária Anna főhercegnő, a húga                                                 | Anna Posch             | Anna Posch           |                         | Törőcsik Franciska                                                      |
| Johann von Bartenstein miniszter                                                       | Dominik Warta          | Dominik Warta        |                         | Csík Csaba Krisztián                                                    |
| Erzsébet Krisztina császárné, az anyja                                                 | Zuzana Stivínová       | Zuzana Stivínová     |                         | Básti Juli                                                              |
| Orléans-i Erzsébet Sarolta, az anyósa (Mademoiselle de Chartres)                       | Zuzana Mauréry         | Zuzana Mauréry       |                         | Balogh Erika                                                            |
| Philipp Joseph Kinsky gróf                                                             | Alexander Bárta        | Alexander Bárta      |                         | Crespo Rodrigo                                                          |
| Savoyai Jenő herceg, tábornagy                                                         | Karl Markovics         |                      |                         | Hirtling István                                                         |
| VI. Károly német-római császár, az apja                                                | Fritz Karl             |                      |                         | Csankó Zoltán                                                           |
| Wilhelmine von Colloredo                                                               | Nathalie Köbli         |                      |                         | Földes Eszter                                                           |
| Friedrich von Grumbkow porosz tábornagy                                                | Rátóti Zoltán          |                      |                         | (saját hangján)                                                         |
| Esterházy Miklós herceg                                                                | Adorjáni Bálint        | Adorjáni Bálint      |                         | (saját hangján)                                                         |
| Johannes atya, jezsuita, inkvizítor                                                    |                        | Johannes Krisch      |                         | Sztarenki Pál                                                           |
| Franz von der Trenck báró, kalandor                                                    |                        | Philipp Hochmair     |                         | Széles Tamás                                                            |
| Gerard van Swieten báró, orvos, reformer                                               |                        | David Svehlík        | David Svehlík           | Haagen Imre                                                             |
| József főherceg, a fia, később II. József császár                                      |                        |                      | Aaron Friesz            | Csiby Gergely                                                           |
| Wenzel von Kaunitz herceg                                                              |                        |                      | Stanislav Majer         | Schmied Zoltán                                                          |
| További szereplők                                                                      |                        |                      |                         |                                                                         |
| Ceremóniamester                                                                        | Martin Pechlát         | Martin Pechlát       | Martin Pechlát          | Kardos Róbert                                                           |
| Esterházy Pál                                                                          | Nagy Ervin             |                      |                         | (saját hangján)                                                         |
| von Lorentz grófnő                                                                     | Tenki Réka             | Rebeka Poláková      |                         | (saját hangján)                                                         |
| von Lorentz gróf                                                                       | Pavel Kríz             | Martin Myšička       |                         | Dózsa Zoltán                                                            |
| von Schwarz grófnő                                                                     | Rebeka Poláková        |                      |                         | Tarr Judit                                                              |
| von Schwarz gróf                                                                       | Martin Myšička         |                      |                         | Kárpáti Levente                                                         |
| Jean Baptiste Bassand                                                                  | Jan Budar              | Jiri Vyorálek        |                         | Debreczeny Csaba                                                        |
| Friedrich Wilhelm von Haugwitz gróf, miniszter                                         | Václav Baur            | Václav Baur          |                         | Harsányi Gábor                                                          |
| Friedrich August von Harrach-Rohrau gróf                                               | Jirí Dvorák            | Jirí Dvorák          |                         | Mihályi Győző                                                           |
| Lipót (Leopold) főherceg, a fia, később II. Lipót császár                              | Milan Ondrík           | Milan Ondrík         |                         | Nagypál Gábor                                                           |
| Ignatius Kampmüller                                                                    | Vladimír Javorský      |                      |                         | Schnell Ádám                                                            |
| Philipp von Sitzendorf gróf, kancellár                                                 | Alois Svehlík          |                      |                         | Szersén Gyula                                                           |
| von Graben grófnő                                                                      | Petra Polnisová        |                      |                         | Nádasi Veronika                                                         |
| Gundaker Thomas Starhemberg                                                            | Antonín Hardt          |                      |                         | Kiss László                                                             |
| Joseph Lothar von Königsegg gróf, tábornagy                                            | Bedrich Rasocha        |                      |                         | Imre István                                                             |
| von Choltitz                                                                           | Marian Roden           |                      |                         | Jakab Csaba                                                             |
| Heinrich von Auersperg herceg                                                          | Karel Polisenský       |                      |                         | Perlaki István                                                          |
| von Seckendorf gróf                                                                    |                        | Karel Polisenský     |                         | ?                                                                       |
| Lotaringiai Károly Sándor, a sógora, Mária Anna férje, Ferenc István öccse             |                        | Bořek Joura          |                         | Szatory Dávid                                                           |
| Zsófia                                                                                 |                        | Jenovéfa Boková      |                         | Kardos Eszter                                                           |
| Hadik kapitány                                                                         |                        | Román Polacik        |                         | Posta Victor                                                            |
| Charles Louis Auguste Fouquet, duc de Belle-Isle                                       |                        | Karel Dobry          |                         | Bordás János                                                            |
| Pápai nuncius                                                                          |                        | Igor Bares           |                         | Kálloy Molnár Péter                                                     |
| Emanuel Silva-Tarouca                                                                  |                        | Peter Kočiš          | Peter Kočiš             | Epres Attila                                                            |
| Kollar                                                                                 |                        |                      | Maroš Kramár            | Petridisz Hrisztosz                                                     |
| Mimmi                                                                                  |                        |                      | Sabina Rojková          | Csifó Dorina                                                            |
| Izabella Bourbon–parmai hercegnő, József főherceg 1. felesége                          |                        |                      | Jana Kvantiková         | Gyöngy Zsuzsa                                                           |
| Jozefa bajor hercegnő, József főherceg 2. felesége                                     |                        |                      | Tereza Marečková        | ?                                                                       |
| Johanna főhercegnő, a leánya                                                           |                        |                      | Stella Ginger Janácková | ?                                                                       |
| Antónia főhercegnő, a leánya (Marie Antoinette)                                        |                        |                      | Rosaria Viola Mlčková   | ?                                                                       |
| Erzsébet főhercegnő, a leánya (Lieserl)                                                |                        |                      | Mária Mokrásová         | ?                                                                       |

## Epizódlista

### 1. évad
| Sor. | Év. | Cím              | Rendező         | Író              | Premier                                           |
| --- | --- | ---------------- | --------------- | ---------------- | ------------------------------------------------- |
| 1. | 1.  | 1. rész (Teil 1) | Robert Dornhelm | Mirka Zlatníková | 2017. december 27. (ORF 2) 2018. január 5. (Duna) |
| Nagy gondban van a Habsburg-ház, mivel III. Károly királynak (német-római császárként VI. Károly) és feleségének Erzsébetnek nincs fiú trónörököse, aki majd, ha eljön az ideje, erős kézzel vehetné át a Birodalom vezetését. Idősebbik lányuk, a fiatal és lázadó lelkű Mária Terézia beleszeret a Lotaringiai-házból származó Ferenc Istvánba, de apja és a politika először közéjük áll. A háttérből Savoyai Jenő, az uralkodó egyik tanácsadója keveri a kártyákat, a történelem alakulására pedig a porosz Grumbkow marsall is próbál hatást gyakorolni. Mária Terézia azonban nem hagyja magát, és úgy dönt, hogy a kezébe veszi a sorsát |     |                  |                 |                  |                                                   |
| 2. | 2.  | 2. rész (Teil 2) | Robert Dornhelm | Mirka Zlatníková | 2017. december 28. (ORF 2) 2018. január 6. (Duna) |
| Apja halála után Mária Terézia veszi át a Habsburg Birodalomat, és hamar szembesülnie kell a hatalommal járó állandó terhekkel. Férje Ferenc István, miután kiszorul a politikából, saját üzlete, és a körülötte legyeskedő udvarhölgyek társasága felé fordul, ami nem kis feszültséget okoz közte és felesége között. Eközben az uralkodónő igyekszik minél távolabb tartani magától a Savoyai Jenő által tanácsadónak javasolt Kinsky grófot. A Birodalmat Poroszország, majd Franciaország is megtámadja és az amúgy is nehéz időket élő népet az elhúzódó háború még inkább csak sanyargatja. A kétségbeesett helyzetben az uralkodónő a magyarokhoz kénytelen segítségért fordulni, pedig jól sejti, hogy a korábban megismert Esterházy Miklós gróffal nem lesz könnyű dolga. Az idő viszont sürget, mert a Birodalom jövője forog kockán. |     |                  |                 |                  |                                                   |

### 2. évad
| Sor. | Év. | Cím                                    | Rendező         | Író              | Premier                                         |
| ---- | --- | -------------------------------------- | --------------- | ---------------- | ----------------------------------------------- |
| 3.   | 1.  | 3. rész – Nehéz örökség (Teil 3)       | Robert Dornhelm | Mirka Zlatníková | 2019. december 27. (ORF 2) 2024. május 8. (M5)  |
| 4.   | 2.  | 4. rész – Erények és remények (Teil 4) | Robert Dornhelm | Mirka Zlatníková | 2019. december 28. (ORF 2) 2024. május 15. (M5) |

### 3. évad
| Sor. | Év. | Cím                            | Rendező         | Író                               | Premier                                                                       |
| --- | --- | ------------------------------ | --------------- | --------------------------------- | ----------------------------------------------------------------------------- |
| 5. | 1.  | 5. rész – Veszteségek (Teil 5) | Robert Dornhelm | Miroslava Zlatniková Radek Bajgar | 2022. január 6. (ORF 2), 2021. december 30. (flimmit.at) 2024. május 22. (M5) |
| 1760-as években Ferenc István német-római császár egyben Mária Terézia társuralkodója is, de Mária Terézia lényegében egyedül vezeti vaskézzel az államügyeket. Politikai házasságok is Habsburg Birodalom érdekeit biztosították. A szerelemnek nincs helye: számos gyerekének az anyjuk akaratát kellett követni. A csalódott Ferenc István egyre több időt tölt visszavonulva a bécsi Lamberg-palotában, jövedelmező üzletei felé fordulva. Johannes atya figyelteti a palotát, szabadkőműveseket keresve. A trónörökös József főhercegnek Mária Terézia a legmagasabb szintű oktatást biztosítja. A fiú felnőve anyja liberális riválisává és elmaradozó apja elkeseredett ellenfelévé válik. József házassága Parmai Izabellával hatalmas boldogságokkal és egyben tragikus szerencsétlenségekkel lesz tele. Mikor Ferenc István váratlanul meghal, József lesz a társuralkodó anyja mellett. De Mária Teréziának nincs szándéka megosztani hatalmát a fiával. |     |                                |                 |                                   |                                                                               |

## Nézettség
| TV | 1. évad (2017) | 1. évad (2017) | 2. évad (2019) | 2. évad (2019) | 3. évad (2021) | Források                      |
| TV | 1. rész        | 2. rész        | 1. rész        | 2. rész        | 1. rész        | Források                      |
| --- | -------------- | -------------- | -------------- | -------------- | -------------- | ----------------------------- |
| ČT1 | 2,037          | 2,157          | 1,516          | 1,435          | 1,462          | [ 4 ] [ 5 ] [ 6 ] [ 7 ] [ 8 ] |
| ORF 2 | 1,122          | 1,177          | 0,562          | 0,544          | 0,659          | [ 9 ]                         |
| Jednotka | 0,772          | 0,789          | 0,361          | 0,375          | 0,346          | [ 10 ] [ 11 ] [ 12 ] [ 13 ]   |
| Duna TV / M5 | 0,314          | 0,415          | n. a.          | n. a.          | n. a.          | [ 14 ]                        |
| Különböző országokban teljes nézettség alatt eltérő korcsoportok nézettségeit publikálják: magyar (4+), osztrák és szlovák (12+), cseh (15+) |                |                |                |                |                |                               |

| TV | 1. évad (2017) | 1. évad (2017) | 2. évad (2019) | 2. évad (2019) | 3. évad (2021) | Források                      |
| TV | 1. rész        | 2. rész        | 1. rész        | 2. rész        | 1. rész        | Források                      |
| --- | -------------- | -------------- | -------------- | -------------- | -------------- | ----------------------------- |
| ČT1 | 42%            | 47%            | 35,9%          | 34,6%          | 34,8%          | [ 4 ] [ 5 ] [ 6 ] [ 7 ] [ 8 ] |
| ORF 2 | 36%            | 38%            | 20%            | 19%            | 22%            | [ 9 ]                         |
| Jednotka | 28,8%          | 29,4%          | 16%            | 16,6%          | 13,9%          | [ 10 ] [ 11 ] [ 12 ] [ 13 ]   |
| Duna TV / M5 | 7,6%           | 9,8%           | n. a.          | n. a.          | n. a.          | [ 14 ]                        |
| Különböző országokban teljes nézettség alatt eltérő korcsoportok nézettségeit publikálják: magyar (4+), osztrák és szlovák (12+), cseh (15+) |                |                |                |                |                |                               |